# Poričnica
Poričnica är ett vattendrag i Bosnien och Hercegovina.   Det ligger i entiteten Federationen Bosnien och Hercegovina, i den centrala delen av landet, 80 km väster om huvudstaden Sarajevo.
Omgivningarna runt Poričnica är en mosaik av jordbruksmark och naturlig växtlighet. Runt Poričnica är det ganska tätbefolkat, med 93 invånare per kvadratkilometer.